# Mariano Llinás
Mariano Llinás (Buenos Aires, 1975) s un director, productor, guionista i actor de cinema argentí. Es va diplomar a la Universitat del Cinema de l'Argentina, on actualment exerceix com a docent. És fill de l'escriptor, crític d'art, publicista i poeta surrealista Julio Llinás i germanastre de la reconeguda actriu Verónica Llinás.

## Carrera cinematogràfica
Es va donar a conèixer en l'ambient cinematogràfic el 2002 amb una primera pel·lícula, Balnearios, un documental irònic i poc convencional. Inscrit en l'anomenat Nou Cinema Argentí, va realitzar el 2004 el curtmetratge de 32 minuts La más bella niña, protagonitzat per Alenka Gherzetic, amb banda sonora de Gabriel Chwojnik. La Secretaria de Cultura de l'Argentina va produir el film per al programa Fotograma de una Fiesta. El 2006 dirigeix juntament amb Ignacio Masllorens la pel·lícula El humor (pequeña enciclopedia ilustrada), que no va sortir.
El 2008, Llinás assolí gran repercussió amb Historias extraordinarias , un film de quatre hores de durada relatat per la veu en off de l'actor uruguaià Daniel Hendler, que va obtenir el reconeixement de la crítica argentina i nombrosos premis, entre d'altres el Premi Especial del Jurat i el Premi del Públic al Buenos Aires Festival Internacional de Cinema Independent (Bafici).
Llinás forma part del grup de cineastes El Pampero Cinema, que actuen fora de les estructures de finançament tradicionals del cinema industrial. El 2011 va obtenir el Premi Konex com un dels cinc millors directors de cinema de la dècada a l'Argentina.
El 2018 va estrenar La flor, que amb una durada de 14 hores (840 minuts dividits en sis episodis) és la tercera pel·lícula no-experimental més llarga de la història. Va guanyar el premi del públic al Festival de Cinema Llatinoamericà de Biarritz.
El 2022 va dirigir Argentina, 1985, sobre el judici als membres de la Junta militar, que ha estat candidata als Oscars.

## Filmografia

### Com a director, productor, guionista
| Any           | Títol                                     | Director      | Guionista     | Productor     | Notes                           |
| Llargmetratge | Llargmetratge                             | Llargmetratge | Llargmetratge | Llargmetratge | Llargmetratge                   |
| ------------- | ----------------------------------------- | ------------- | ------------- | ------------- | ------------------------------- |
| 2002          | Balnearios                                | Sí            |               | No            | Documental                      |
| 2006          | El humor (pequeña enciclopedia ilustrada) | Sí            | Sí            | No            |                                 |
| 2008          | Historias extraordinarias                 | Sí            | Sí            | No            |                                 |
| 2010          | Secuestro y muerte                        | No            | Sí            |               |                                 |
| 2011          | El estudiante                             | No            | Sí            |               |                                 |
| 2017          | La cordillera                             | No            | Sí            |               |                                 |
| 2018          | La flor                                   | Sí            | Sí            |               |                                 |
| 2022          | Argentina, 1985                           | No            | Sí            |               |                                 |
| Curtmetratges |                                           |               |               |               |                                 |
| 1998          | Derecho Viejo                             | Sí            |               |               |                                 |
| 2004          | La más bella niña                         | Sí            | Sí            |               |                                 |
| 2011          | Tres fábulas de Villa Ocampo              | Sí            | No            |               | Direcció amb Alejo Moguillansky |
| 2020          | Lejano Interior                           | Sí            | Sí            |               | migmetratge                     |